# Општина Асуажу де Сус (Марамуреш)
Асуажу де Сус (рум. Asuaju de Sus) општина је у Румунији у округу Марамуреш.
Oпштина се налази на надморској висини од 199 m.